# Negrita Live
Negrita Live è un album dal vivo del gruppo musicale italiano Negrita, pubblicato il 16 ottobre 2012 dalla Universal Music Group.

## Descrizione
Contiene la registrazione del concerto svoltosi il 5 febbraio 2012 al Palalottomatica di Roma. L'edizione digitale contiene inoltre 4 bonus track tratte dal concerto tenuto al Mediolanum Forum di Milano l'11 febbraio dello stesso anno; il filmato integrale del concerto contenuto nel DVD è relativo proprio alla data milanese, che fece registrare un memorabile sold out.
Il disco è stato anticipato dal singolo La vita incandescente, in rotazione radio dal 28 settembre.

## Tracce
CD
1. Cambio - 4:17
2. Fuori controllo - 4:12
3. Il libro in una mano, la bomba nell'altra - 4:52
4. Radio Conga - 5:20
5. Salvation - 3:44
6. L'uomo sogna di volare - 6:33
7. La vita incandescente - 3:49
8. In ogni atomo - 5:14
9. Rotolando verso sud - 6:15
10. Magnolia - 5:11
11. E sia splendido - 5:50
12. Junkie Beat - 4:13
13. Transalcolico - 5:48
14. Mama maé - 5:27

Tracce bonus nell'edizione digitale
1. Che rumore fa la felicità? (Bonus track)
2. Brucerò per te (Bonus track)
3. Un giorno di ordinaria magia (Bonus track)
4. Un giorno di ordinaria magia (Video)

DVD
1. Cambio
2. Fuori controllo
3. Il libro in una mano, la bomba nell'altra
4. Che rumore fa la felicità?
5. Immobili
6. Radio Conga
7. Bambole
8. Salvation
9. L'uomo sogna di volare
10. Il giorno delle verità
11. La vita incandescente
12. In ogni atomo
13. Brucerò per te
14. Un giorno di ordinaria magia
15. Rotolando verso sud
16. Magnolia
17. Notte mediterranea
18. A modo mio
19. E sia splendido
20. Junkie Beat
21. Transacolico
22. Sex
23. Ho imparato a sognare
24. Dannato vivere
25. Mama maé
26. Gioia infinita

## Formazione
Gruppo
- Paolo Bruni - voce
- Enrico Salvi - chitarra
- Cesare Petricich - chitarra
- Franco Li Causi - basso
- Cristiano Dalla Pellegrina - batteria

Altri musicisti
- John Type - giradischi

## Classifiche
| Classifica (2013) | Posizione massima |
| ----------------- | ----------------- |
| Italia            | 3                 |